# Фитоценотипы
Фитоценотипы (фитоценотические типы) — группы видов растений, обладающих различной экологической стратегией в создании фитоценоза (растительного сообщества).

## Система Маклиода-Пианки
- r-отбор («капиталисты»)
- K-отбор («пролетарии»)

## Система Раменского-Грайма
Предложена в 1935 году Л. Г. Раменским, переоткрыта и расширена в 1970-е годы Дж. Граймом.
- Виоленты («силовики», «львы», C-тип от англ. competitor — конкурент) — конкурентно мощные растения.
- Патиенты («выносливцы», «верблюды», S-тип от stress tolerator — устойчивый к стрессу) — растения, выносливые к неблагоприятным условиям.
- Эксплеренты («рудералы», «шакалы», R-тип от ruderal — сорный) — растения, быстро реагирующие на нарушения.
- Вторичные типы: CS, CR, RS, CRS.

## Система Сукачёва
Предложена в 1928 году В. Н. Сукачёвым.
- Эдификаторы (от лат. aedificator — строитель) — средообразующие строители фитоценоза, определяют появление в нём других видов.
- Ассектаторы (от assectator — постоянный спутник) — постоянные, но не доминирующие соучастники построения фитоценоза, слабо влияют на фитосреду.
- Соэдификаторы — переходные виды.

Система не универсальна и применима к лесным сообществам, а также к сообществам с выраженными средообразующими доминантами.